# アンリ・ダバディ
アンリ・セレスタン・ルイ・ダバディ（フランス語: Henri Célestin Louis Dabadie, 1867年12月1日 - 1949年10月19日）はフランスの画家である。風景画を描いた。アルジェリアやインドシナでも活動した。

## 略歴
フランス南西部、ピレネー＝アトランティック県のポーで生まれた。パリで、ジュール＝エリー・ドローネーやアンリ＝レオポルド・レヴィ（あるいはアンリ＝ミシェル・レヴィ）に学んだ。ブルターニュの風景やロッテルダム、ハンブルクの風景を描くようになった。1894年からパリのフランス芸術家協会の展覧会に出展するようになり1895年に3等のメダル、1901年に2等のメダルを受賞した。
フランス・オリエンタリスト画家協会(Société des Peintres Orientalistes Français)から滞在資金を得て、アルジェの「Villa Abd-el-Tif」（ローマの在ローマ・フランス・アカデミーの仕組みをまねて、アルジェリアにフランスの芸術家の留学のための宿舎を与えるために設立された。）に一年間滞在した。アルジェリアからチュニジアにも旅した。
1928年にレジオンドヌール勲章（シュヴァリエ）を受勲した。同じ年に、ハノイで美術教師として一定期間、働くことが条件になっているインドシナ賞(Prix d'Indochine)を受賞し、ヴィクトル・フランソワ・タルデューが校長を務めるハノイのインドシナ美術学校(École des Beaux-Arts de l'Indochine)で、教えた。
1949年にパリ近郊の町、サン＝マンデで没した。

## 作品

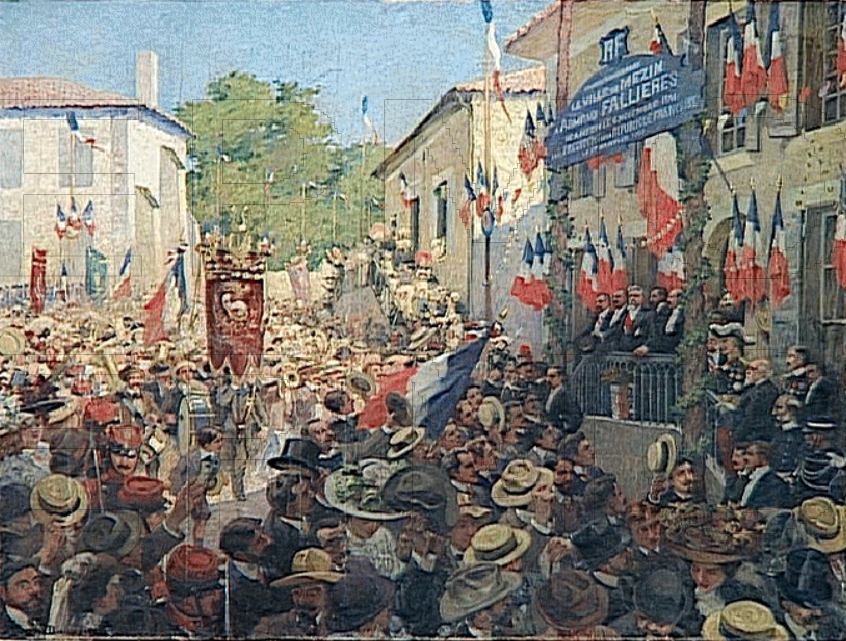
「歓呼の声で支持者に迎えられるファリエール大統領」（1906年） オルセー美術館 蔵
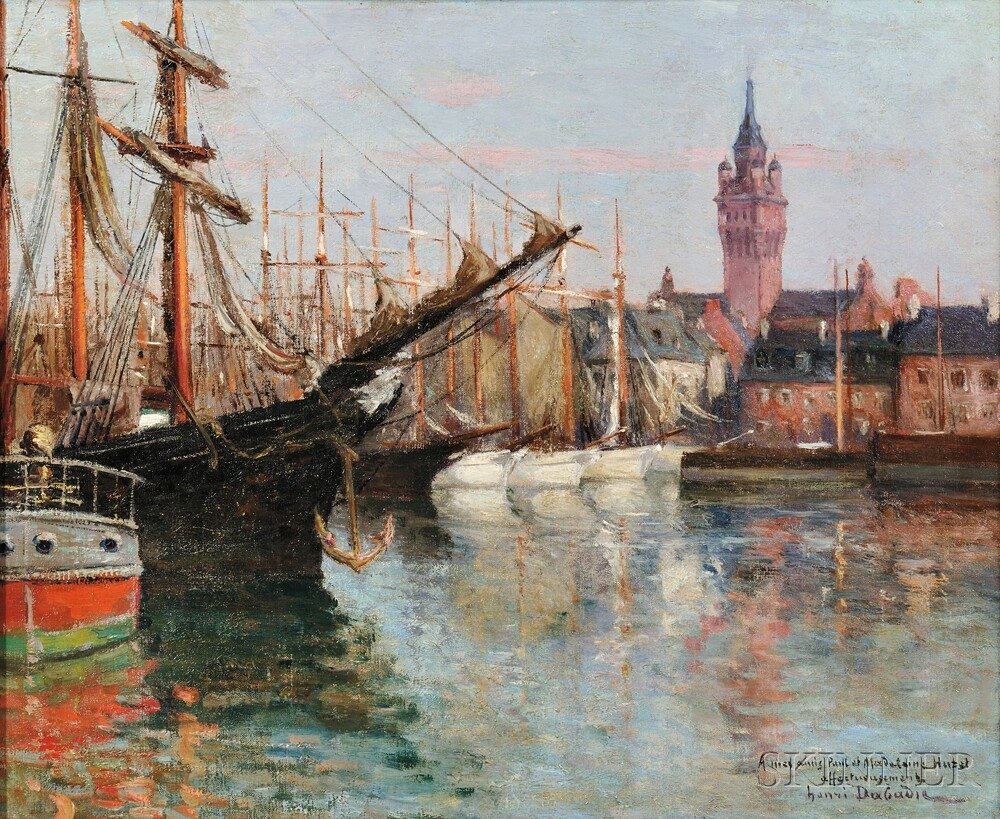
ダンケルク港(c.1900)
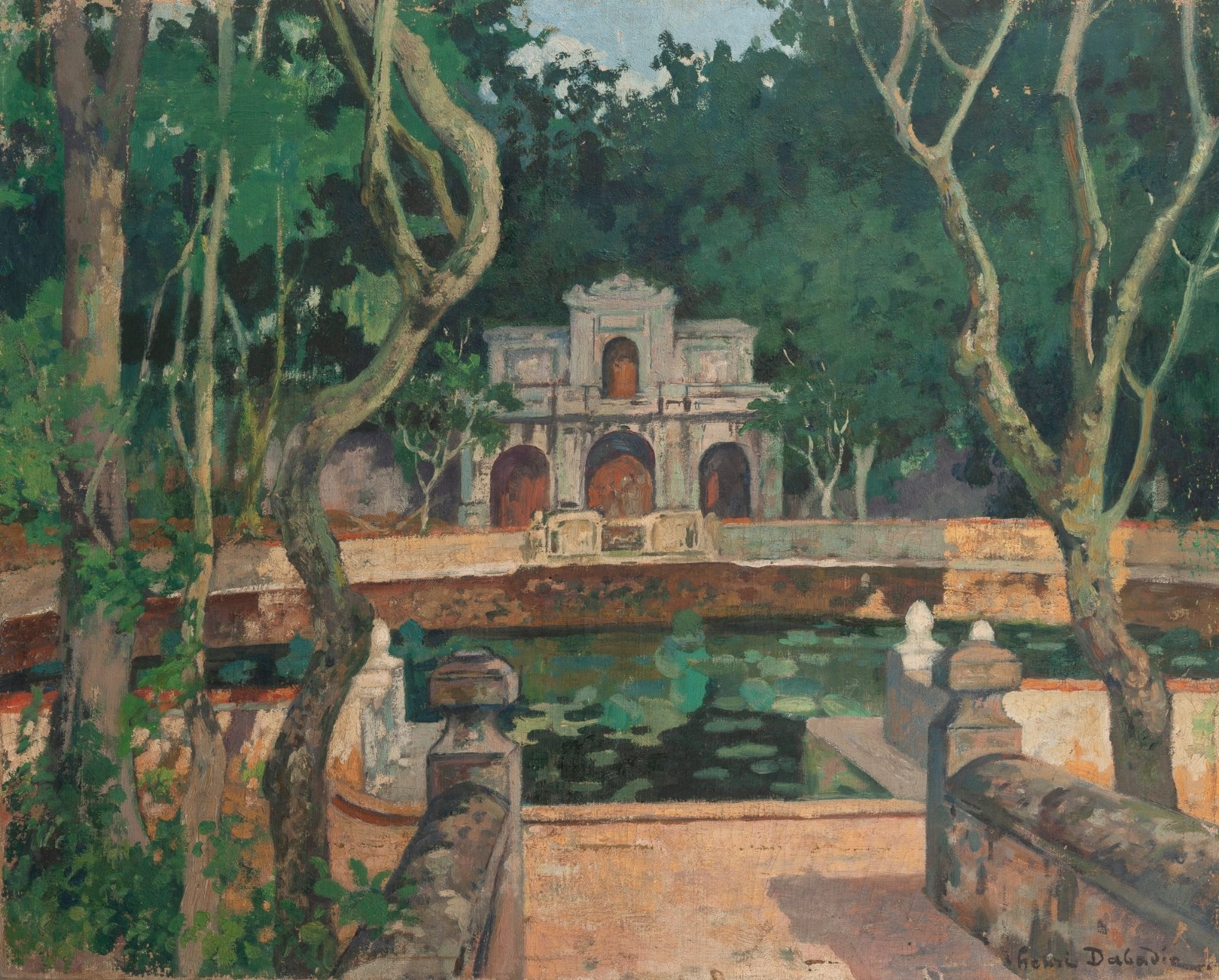
公園のニンファエウム
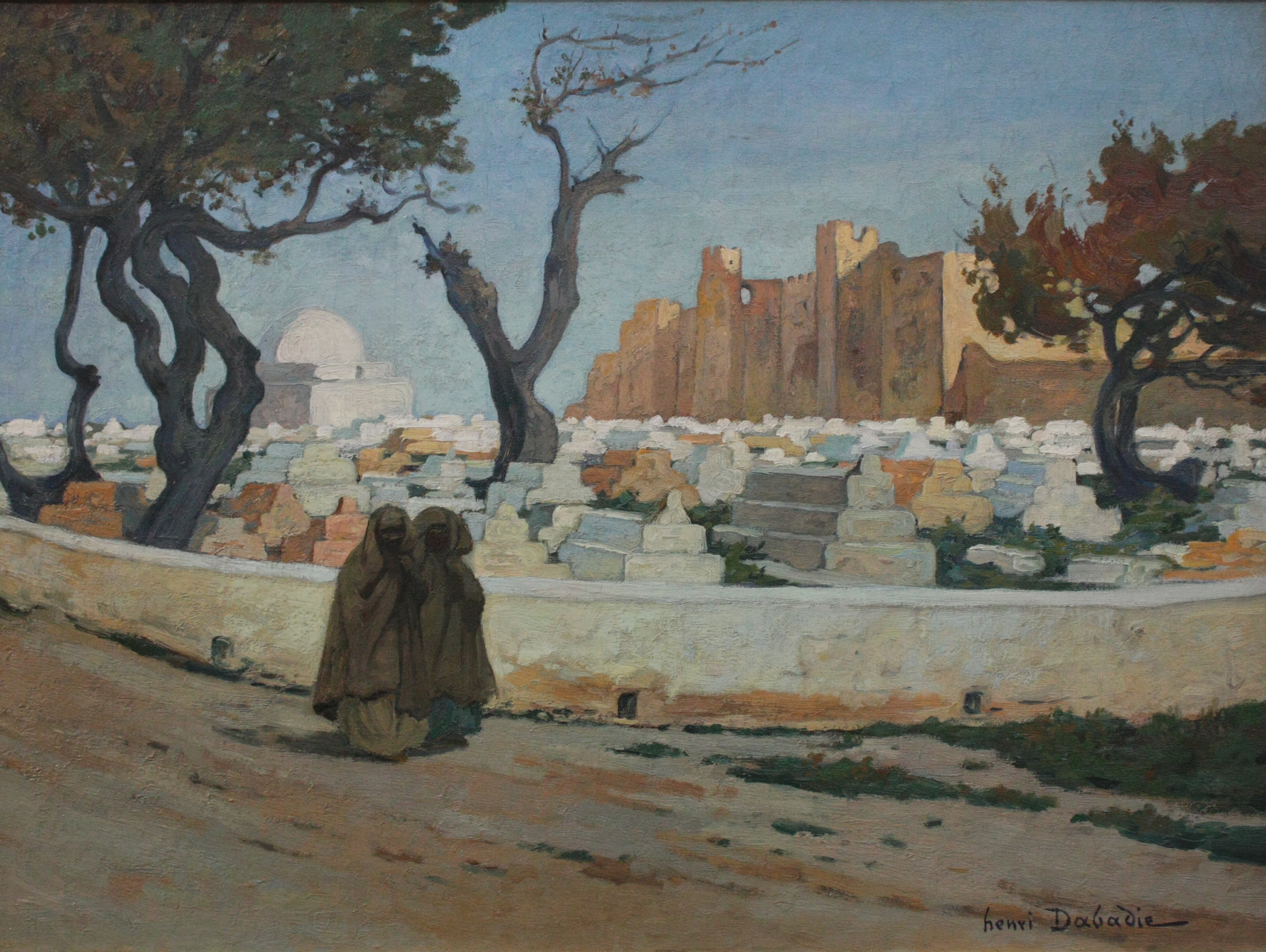
モナスティル (チュニジア)(1920) ポー美術館 蔵